# Colona
Colona är ett släkte av malvaväxter. Colona ingår i familjen malvaväxter.

## Bildgalleri

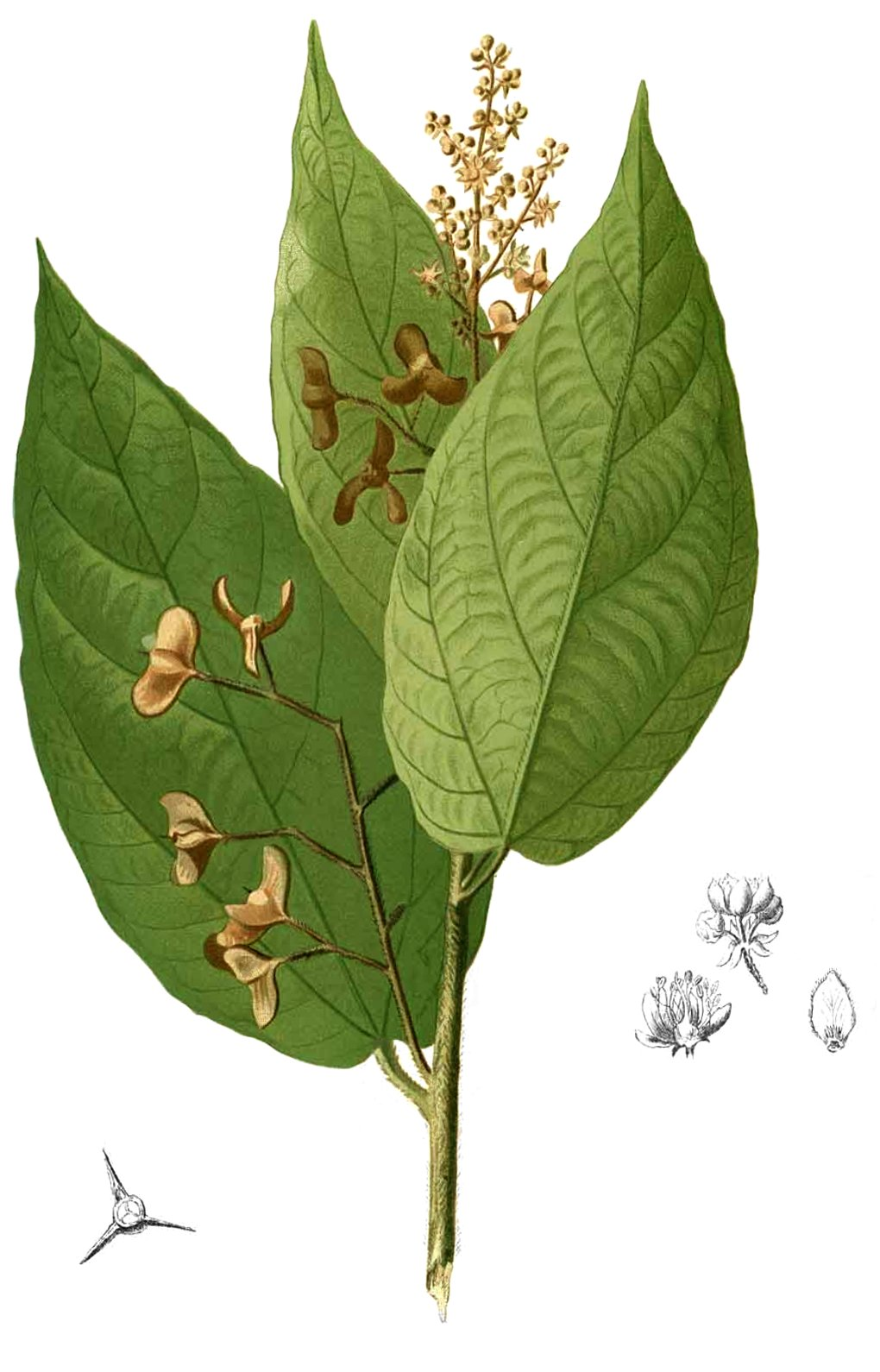
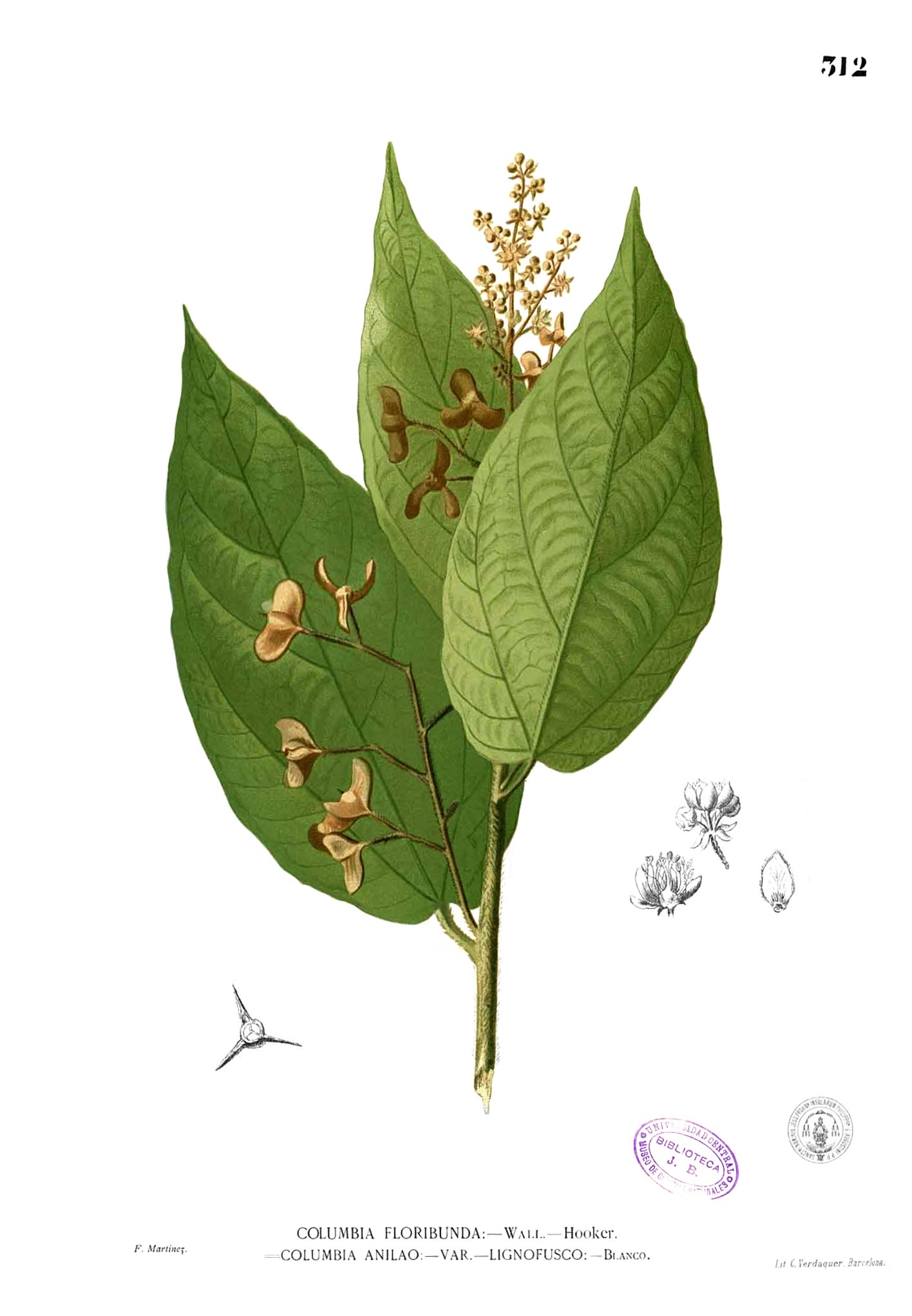
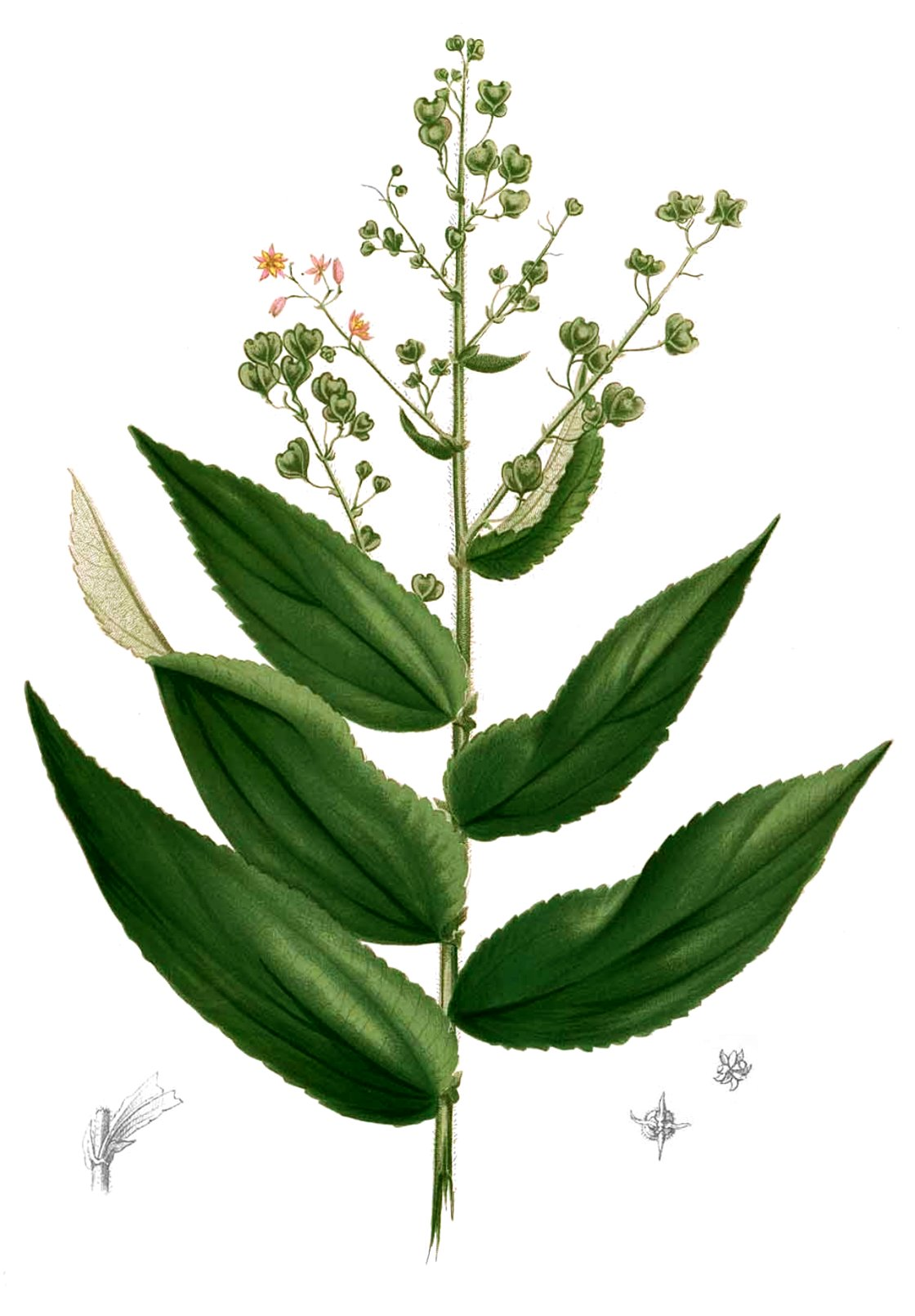

## Dottertaxa tillColona, i alfabetisk ordning[1]
- Colona aequilateralis
- Colona angusta
- Colona archboldiana
- Colona auriculata
- Colona blancoi
- Colona borneensis
- Colona celebica
- Colona discolor
- Colona elobata
- Colona evecta
- Colona evrardii
- Colona flagrocarpa
- Colona floribunda
- Colona grandiflora
- Colona hirsuta
- Colona isodiametrica
- Colona jagori
- Colona javanica
- Colona kodap
- Colona kostermansiana
- Colona lanceolata
- Colona longipetiolata
- Colona macgregorii
- Colona megacarpa
- Colona merguensis
- Colona mollis
- Colona nubla
- Colona philippinensis
- Colona poilanei
- Colona scabra
- Colona serratifolia
- Colona subaequalis
- Colona thorelii
- Colona velutina
- Colona velutinosa
- Colona winitii